# 고시이시 아즈마

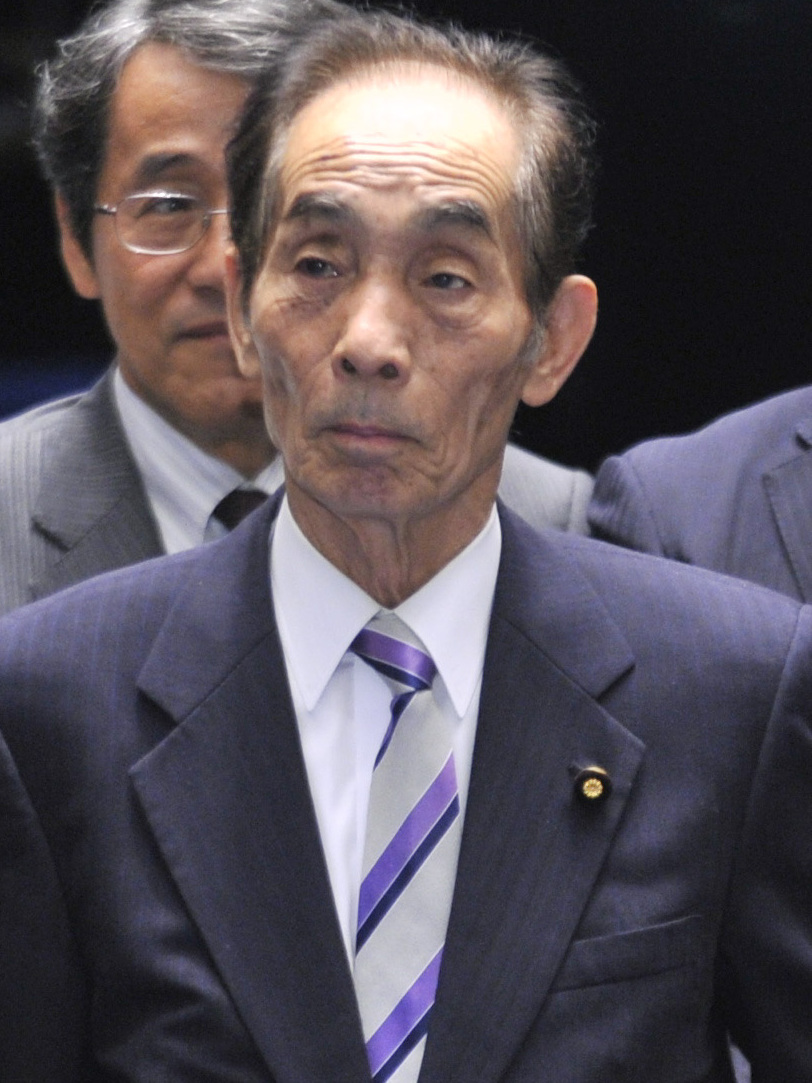

고시이시 아즈마(輿石東, こしいし あずま, 1936년 5월 14일 ~)는 일본의 정치인으로, 민주당 참의원 의원 회장, 참의원 의원이다. 민주당 대표 대행, 민주당 간사장 직무 대행을 역임하였다.
일본교직원조합 (일본 교원 노동 조합) 및 그 산하 조직인 야마나시 현 교직원 조합을 지지 기반으로 하고 있는 정치인이다.

## 인물과 경력
야마나시현 니라사키시 출신으로, 쓰루 문과대학 초등교육과를 졸업하였다.

### 중의원 의원
1990년 제39회 일본 중의원 의원 총선거에서 지지 기반 일본교직원조합을 배경으로 야마나시현 전현구(山梨県全県区)에 일본사회당 공천을 받고 출마해 중의원 의원에 첫 당선되었다. 3년 후 열린 제40회 일본 중의원 의원 총선거에서 재선했으나, 소선거구제 도입 후 처음 실시된 1996년 제41회 중의원 의원 총선거에서 낙선하였다. 이 선거 직전 일본사회당에서 이름을 바꾼 사회민주당을 탈당하고, 구 민주당 창당에 참여했으나, 낙선 후 탈당하였다.

### 참의원 의원, 민주당 참의원 회장, 제22회 참의원 의원 통상 선거
1998년 제18회 참의원 의원 선거에서 야마나시 현 선거구 (山梨県選挙区) 에 무소속으로 출마해 당선되었고, 민주당에 다시 들어가 구 사회당 계의 요코미치 그룹 (新政局懇談会) 에 속하였다. 입당 이후 민주당 참의원 간부로서 정치적 영향력을 높여 갔으며, 2007년 제21회 일본 참의원 의원 통상 선거에서 민주당이 대승하는 네지레국회가 발생하면서, 참의원 회장 고시이시의 존재가 부각되었다.
고시이시는 당시 민주당 대표였던 오자와 이치로와의 관계를 중시했으며, 오자와의 주선 법안인 아프가니스탄부흥 지원 특별 조치 법안을 참의원에서 통과시키고, 재무성 출신의 와타나베 히로시 (渡辺博史, 1949년 ~)를 일본 은행 부총재로 하는 인사안에는 오자와의 의향을 근거로 당내의 동의론을 억누르고 난색을 표했다.
2009년 출범한 민사국연립정권 (民社国連立政権) 에서는 당 참의원 의원 회장인 총리 하토야마 유키오를 지지했으나, 후텐마 기지 이전 문제는 향후 참의원에서 법안 심의에 미치는 영향 (사민당의 연립 이탈) 을 고려해 매우 신중한 자세를 취했다.
2010년 제22회 참의원 의원 통상 선거에서 고전했으나 3745표 차이로 신승하였고, 참의원 선거 이후 당 참의원 의원 회장에 유임하였다.

## 같이 보기
- 오자와 이치로
- 일본교직원조합